# Philips P2000 T/M
Philips P2000 T/M (P2000 T/M) је кућни рачунар, производ фирме Philips који је почео да се израђује у Холандији током 1980. године.
Користио је Z80 као централни микропроцесор а RAM меморија рачунара P2000 T/M је имала капацитет од 16 KB до 48 KB. 
Као оперативни систем кориштен је Philips JWSDOS или  са додатном картицом.

## Детаљни подаци
Детаљнији подаци о рачунару P2000 T/M су дати у табели испод.
|                       |                                                          |
| [ 1 ]                 |                                                          |
| Произвођач            |                                                          |
| Тип                   | кућни рачунар                                            |
| Меморија              | 16 до 48 KB                                              |
| Поријекло             | Холандија                                                |
| Година                | 1980                                                     |
| Тастатура             | стил писаће машине - 74 тастера са нумеричком тастатуром |
| Процесор              |                                                          |
| Фреквенција процесора | 2,5                                                      |
| RAM                   | 16 до 48 KB                                              |
| ROM                   | 4 + 16 у ROM кертриџу                                    |
| Текст                 | 40 (T) или 80 (M) стубова x 24 линије                    |
| Графика               | нема                                                     |
| Боја                  | 7                                                        |
| Звук                  | уграђени мали звучник - 1 канал                          |
| Димензије             | 41 (ширина) x 47 (дубина) x 11 (висина)                  |
| Портови               |                                                          |
| Оперативни систем     | или са додатном картицом                                 |